# Argandoña

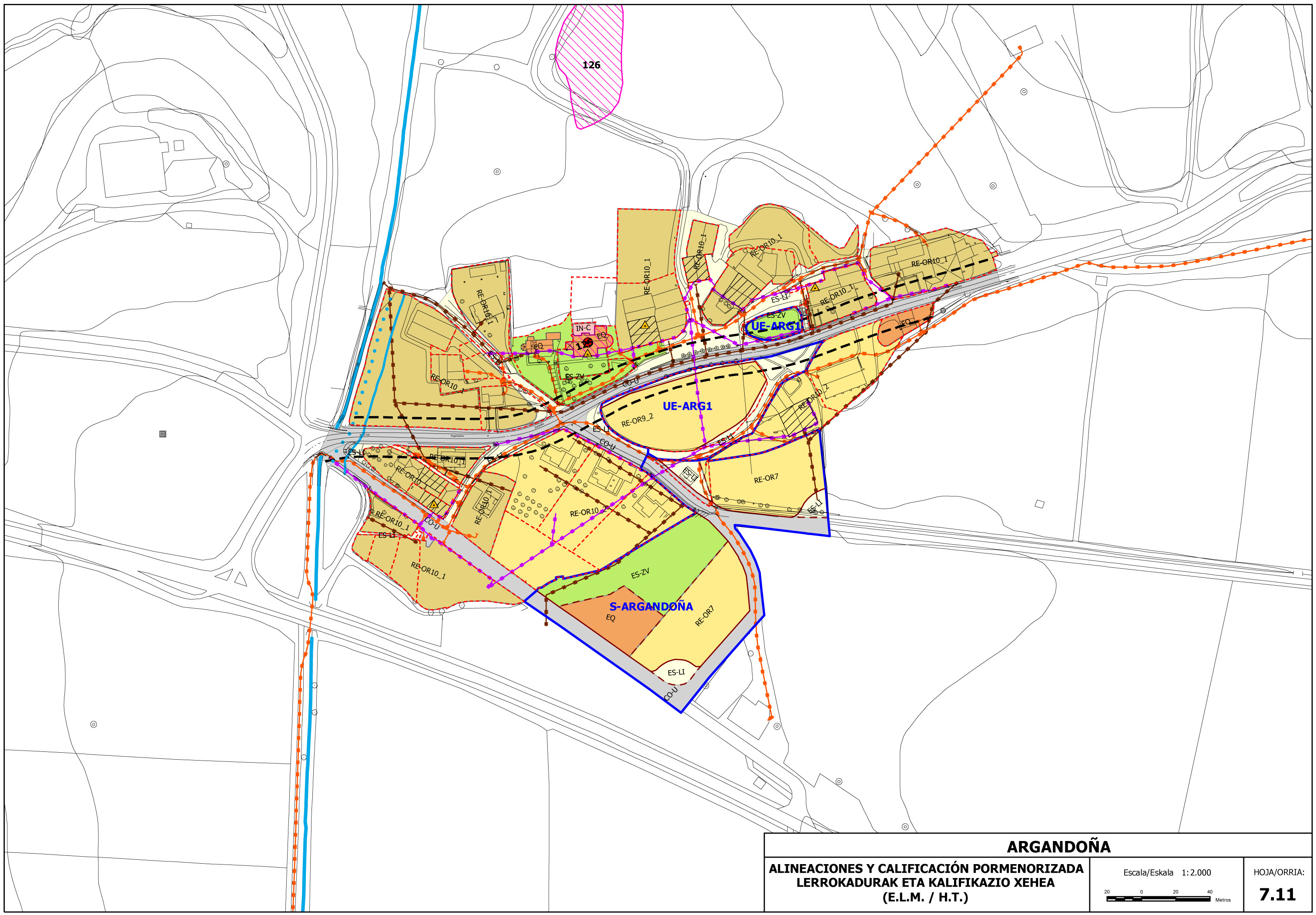
Plànol del poble.

Argandoña és un poble (concejo) de la Zona Rural Est de Vitòria, al territori històric d'Àlaba.

## Geografia
Situat a l'est del municipi, a 534 msnm, al peu de la carretera A-132 entre les localitats d'Askartza, a l'oest, continuant en direcció est fins a Andollu i Santikurutze Kanpezu. Cruïlla de camins: A-4107 cap a Zerio al nord, A-4119 cap a Aberasturi al sud i A-3106 cap a Estibaliz.

## Demografia
Té una població de 48 habitants. L'any 2010 tenia 43 habitants.
| 2000 | 2001 | 2002 | 2003 | 2004 | 2005 | 2006 | 2007 |
| ---- | ---- | ---- | ---- | ---- | ---- | ---- | ---- |
| 68   | 67   | 61   | 56   | 52   | 50   | 47   | 48   |

## Història
En el segle x pertanyia a la merindad d'Harhazua. Un dels 43 llogarets que s'uniren a Vitòria en diferents temps i ocasions i que en segregar-se en 1840 la Quadrilla d'Añana va romandre en la Quadrilla de Vitoria.

## Patrimoni
- En un turó es troba el Santuari de Nostra Senyora d'Estíbaliz, patrona de la província d'Àlaba, amb accés per la carretera A-3106. És considerat com BIC (Bé d'Interès Cultural) (va ser declarat Monument historicoartístic pertanyent al Tresor Artístic Nacional mitjançant decret de 3 de juny de 1931.[4])

- Església parroquial catòlica de Santa Columba, construïda en estil romànic destaca tant el seu absis com les tres arquivoltes del seu pòrtic, amb una bona factura de les talles. L'existència d'una influència oriental en la mateixa ha suscitat teories que la relacionen amb la Orde del Temple.[5]